# Bau (wyspa)
Bau – niewielka wyspa w Fidżi, na Oceanie Spokojnym, na wschód od Viti Levu, o powierzchni 8 hektarów i maksymalnej wysokości 15 m n.p.m. Administracyjnie należy do Dystryktu Centralnego.
Znajdują się tu trzy wsie: Bau, Lasakau i Soso. Populacja wyspy wynosi ok. 200 osób.
Turyści nie mogą przybywać na wyspę bez pozwolenia mieszkańców lub rządu. Znajduje się tutaj najstarszy kościół w kraju (z połowy XIX wieku, należący do metodystów), a także cmentarz. Z Bau pochodzi język fidżyjski.

## Historia
Jest to dawna siedziba władz Fidżi. W przedchrześcijańskich czasach na wyspie praktykowano kanibalizm. Znajdowała się tu między innymi świątynia antropofagów. Z zachowanych ludzkich ciał przyrządzano potrawę, którą żuło się niczym tytoń. Znajdował się tu także, zachowany do dzisiaj, spory głaz do rozłupywania czaszek ofiarom. Tutejsze królestwo Bau zaczęło się rozwijać intensywnie w latach 50. XIX wieku i zapanowało nad zachodnią częścią archipelagu. Królem był wówczas Naulivou, a później władzę przejął jego siostrzeniec Seru Epenisa Cakobau, który został chrześcijaninem w 1854 roku. Wyspa miała wówczas ok. 3000–4000 mieszkańców, istniało na niej 20 świątyń.
W 1969 roku wyspa została zaopatrzona w energię elektryczną, a we wczesnych latach 70. w bieżącą wodę.